# Chaetonychia cymosa
Chaetonychia cymosa (L.) Sweet – gatunek rośliny z rodziny goździkowatych reprezentujący monotypowy rodzaj Chaetonychia. Występuje w zachodniej części obszaru śródziemnomorskiego – w północno-zachodniej Afryce (od Tunezji po Maroko), w zachodniej Europie na Korsyce i Sardynii oraz od Portugalii po Francję. 

## Morfologia
PokrójDrobna roślina jednoroczna.
LiścieNaprzeciwległe lub w pozornych okółkach.
KwiatyDrobne, zebrane w gęste, szczytowe wierzchotki. Działki kielicha nierównej wielkości, błoniaste, kapturkowate i z ością na szczycie. Płatków korony brak. Pręcików jest 5. Zalążnia z pojedynczym zalążkiem.
OwoceJednonasienne orzeszki.

## Systematyka
Gatunek reprezentuje monotypowy rodzaj Chaetonychia (DC.) Sweet z rodziny goździkowatych Caryophyllaceae. W obrębie rodziny rodzaj sytuowany jest w plemieniu Paronychieae.